# Pseudafroneta
Pseudafroneta is een geslacht van spinnen uit de familie hangmatspinnen (Linyphiidae).

## Soorten
De volgende soorten zijn bij het geslacht ingedeeld:
- Pseudafroneta frigida Blest, 1979
- Pseudafroneta incerta (Bryant, 1935)
- Pseudafroneta lineata Blest, 1979
- Pseudafroneta maxima Blest, 1979
- Pseudafroneta pallida Blest, 1979
- Pseudafroneta perplexa Blest, 1979
- Pseudafroneta prominula Blest, 1979